# Ali Chukson
Ali Chukson es un lugar designado por el censo ubicado en el condado de Pima en el estado estadounidense de Arizona. En el Censo de 2010 tenía una población de 132 habitantes y una densidad poblacional de 24,63 personas por km².

## Geografía
Ali Chukson se encuentra ubicado en las coordenadas 31°54′42″N 111°48′6″O / 31.91167, -111.80167. Según la Oficina del Censo de los Estados Unidos, Ali Chukson tiene una superficie total de 5.36 km², de la cual 5.36 km² corresponden a tierra firme y (0%) 0 km² es agua.

## Demografía
Según el censo de 2010, había 132 personas residiendo en Ali Chukson. La densidad de población era de 24,63 hab./km². De los 132 habitantes, Ali Chukson estaba compuesto por el 0% blancos, el 0% eran afroamericanos, el 99.24% eran amerindios, el 0% eran asiáticos, el 0% eran isleños del Pacífico, el 0% eran de otras razas y el 0.76% pertenecían a dos o más razas. Del total de la población el 0.76% eran hispanos o latinos de cualquier raza.